# Нифонт Чудотворац
Свети Нифонт Чудотворац је хришћански светитељ и епископ Кипарски. Живео је у 4. веку. Рођен је у византијској провинцији Пафлагонији у граду Плагиону. Васпитан је у Цариграду на двору војводе Саватија. Када је одрастао почео је да чини многе грехе и предао се пороцима. У хришћанској традицији се спомиње да се чудом вратио на прави пут, помоћу иконе Свете Богородице. Касније се замонашио. Имао је бројна виђења небеског света. Хришћани верују да је четири године водио тешку борбу с демоном, који му је непрестано шаптао: „Нема Бога! Нема Бога“, али му се после тога јавио сам Господ Исус као жив на икони. У хришћанској традицији се спомиње да је Нифонт задобио велику моћ над злим дусима, и ослободио се тешких искушења; виђао је анђеле и демоне око људи исто као и људе, и познавао људске помисли. С анђелима је разговарао често, а с демонима се препирао. Сазидао цркву Пресветој Богородици у Цариграду, прикупио монахе и спасавао многе. Архиепископ Александар Александријски је поставио Нифонта за епископа града Констанције на Кипру, како хришћани верују по откривењу с неба. Пред смрт га је посетио Свети Атанасије Велики, архиђакон цркве александријске, и како хришћани верују видео да му је после смрти лице било просветљено као сунце.
Српска православна црква слави га 23. децембра по црквеном, а 5. јануара по грегоријанском календару.